# Marie Ljalková
Marie Ljalková-Lastovecká, född 3 december 1920, död 7 november 2011, var en tjeckisk prickskytt i sovjetiska armén under andra världskriget.
Hon var också en av krigets mest kända kvinnliga prickskyttar.

### Fotnoter
1. 1 2  Encyklopedie dějin města Brna, Encyklopedie dějin města Brna-ID: 13485.[källa från Wikidata]
2. 1 2  Tjeckiska nationalbibliotekets databas, NKC-ID: mzk20211123024, läst: 16 augusti 2021.[källa från Wikidata]
3. ↑  läs online, www.mocr.army.cz .[källa från Wikidata]
4. ↑  läs online, www.hrad.cz .[källa från Wikidata]